# Tengericsillagok

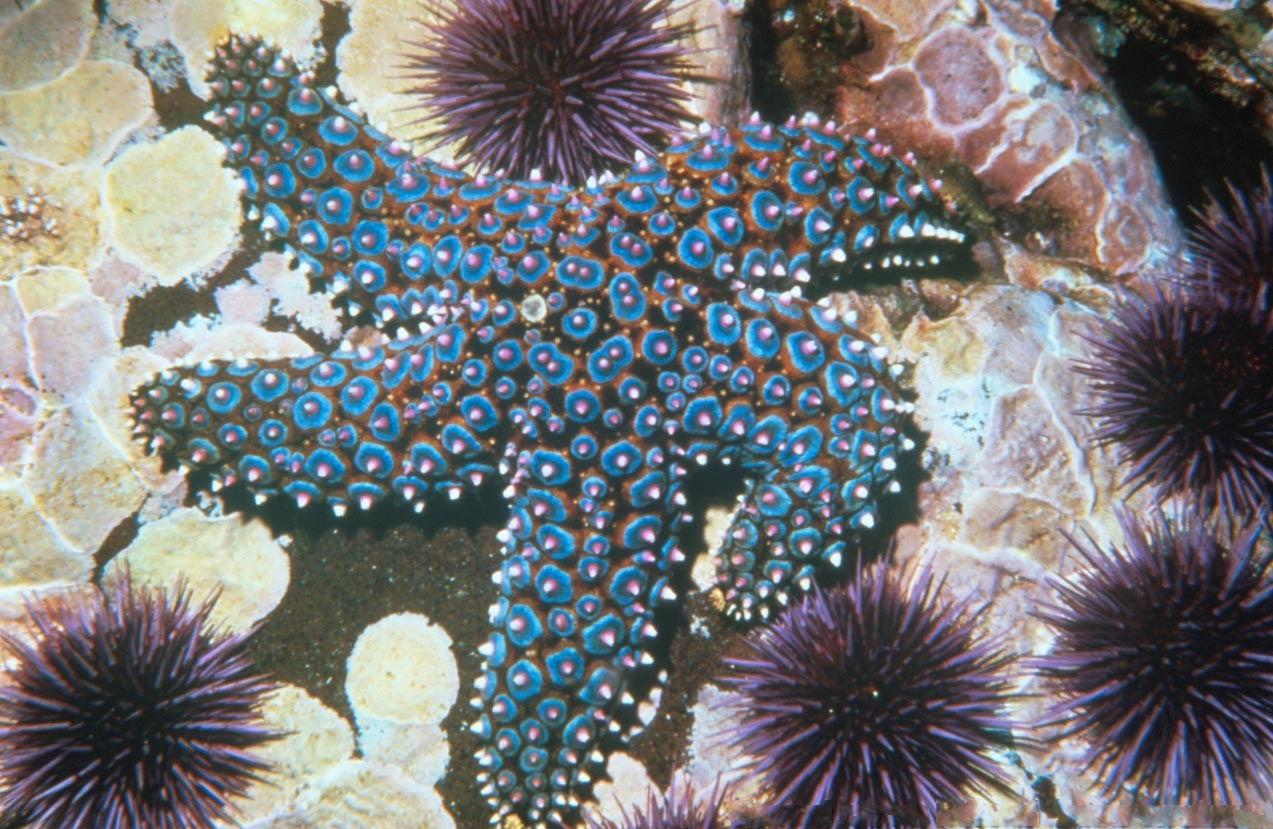
Pisaster giganteus

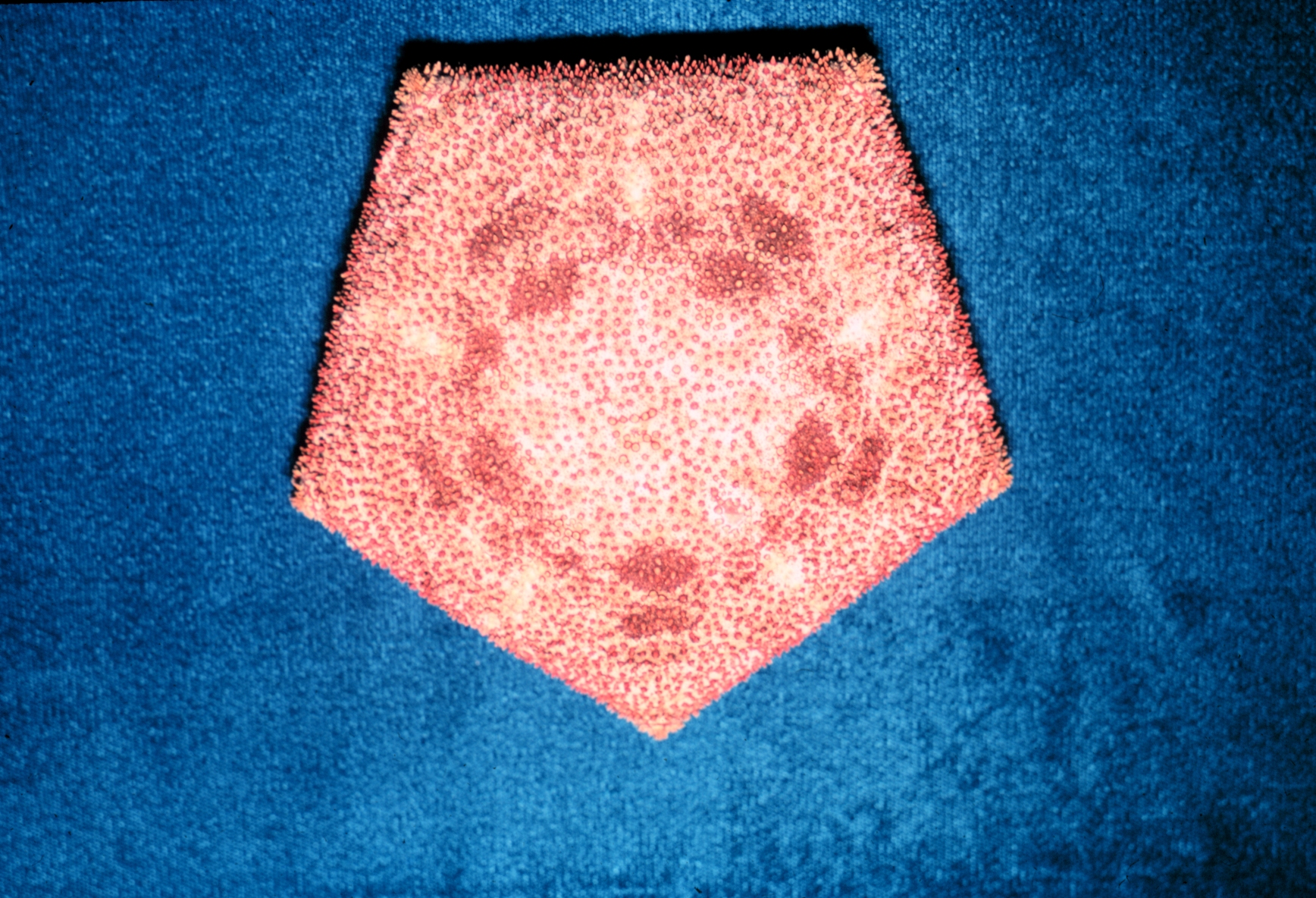

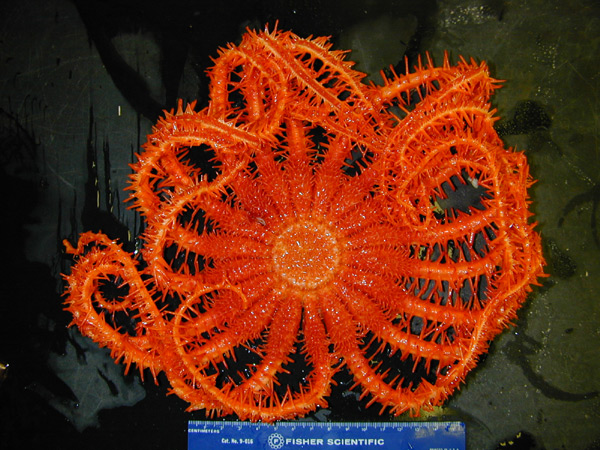

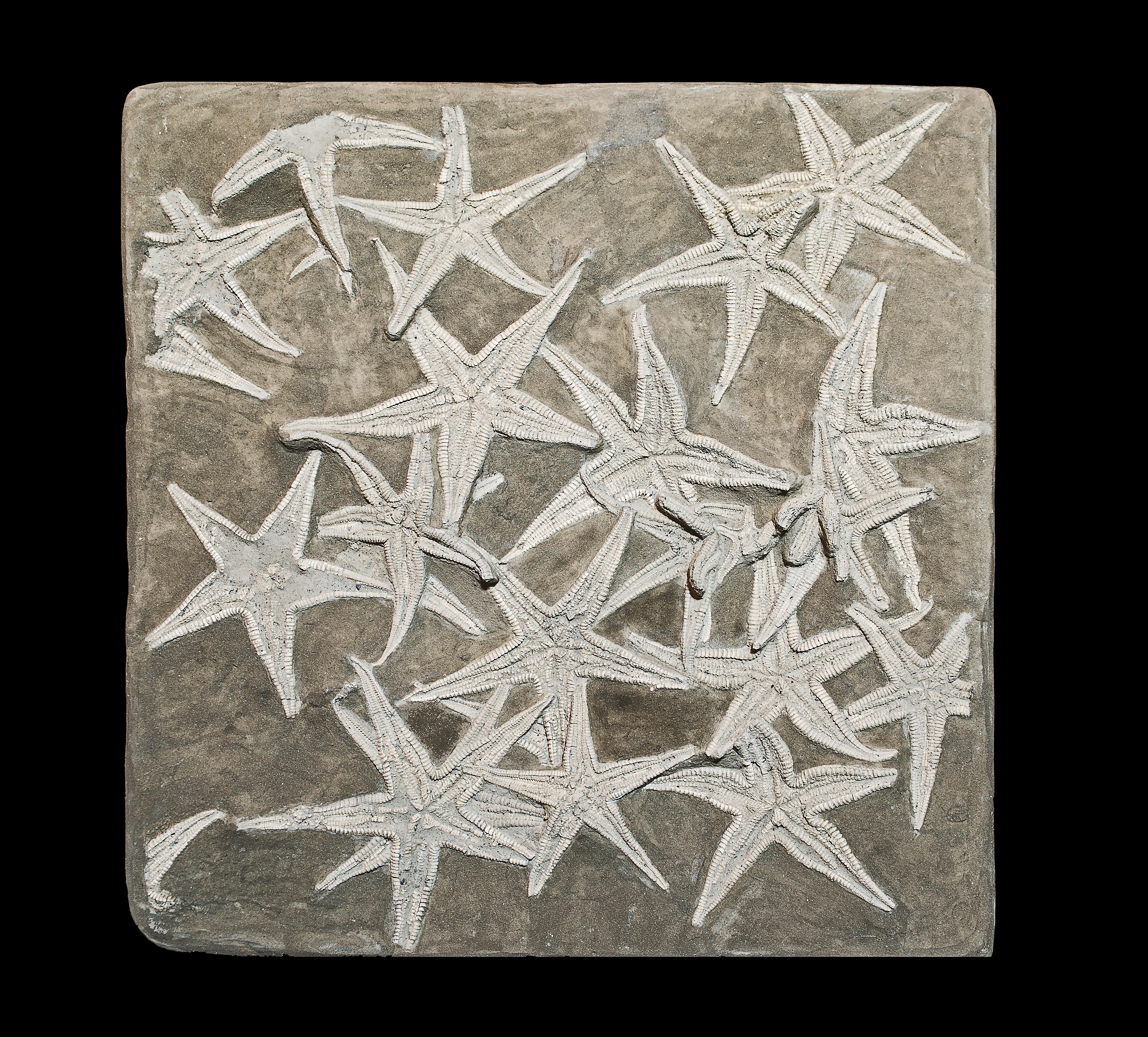
Astropecten lorioli - A fajok Jura

A tengericsillagok (Asteroidea) a tüskésbőrűek (Echinodermata) törzsének egyik osztálya mintegy 1500 fajjal. A kígyókarúakkal (Ophiuroidea) ellentétben karjaik (a testükhöz kapcsolódó nyúlványok) nem különülnek el törzsüktől. A karok száma sokféle lehet. Mint az összes tüskésbőrűre, jellemző rájuk a vízedényrendszer, amely az állat aljzaton történő mozgását szolgálja. Mivel újszájúak, az embrió fejlődése során legelőször kialakuló testnyílásból, az ősszájból fejlődik ki később az állat végbélnyílása, amely néhány fajnál elcsökevényesedik. Jellemző rájuk az ötös álsugaras szimmetria, azaz kívülről sugaras szimmetriát mutat, de lárvaalakja és belső szervei is kétoldali szimmetriájúak.

## Előfordulásuk
A világ minden óceánjában megtalálhatóak, az árapályzónától a 6000 méteres mélységig, a trópusokon és a sarkvidékeken is. Egyes fajaik az árapály zóna kulcsfajai.

## Megjelenésük
Korong alakú testükhöz karnak nevezett nyúlványok csatlakoznak. Ősi fajaik ötkarúak, de vannak fajok akár ötven karral is, sőt léteznek kar nélküliek is. A leggyakoribb az öt kar, de gyakoriak a hétágúak is. A Solasteridae család fajainak tíz-tizenöt karja van, az antarktiszi Labidiaster annulatusnak lehet ötven is. Néhány ötkarú fajnak vannak rendellenes fejlődésű, hatkarú egyedei. Színük sokféle lehet.
Szívük nincs, a csillók által hajtott vér összetett csatornarendszerükben kering. Karjaik a test többi részétől nem különülnek el. Gyomruk kifordítható. Párzószervük karjaikban van. Szájnyílásuk lefelé, végbélnyílásuk fölfelé nyílik.
Átmérőjük általában 45-50 centiméter körüli, ebből egy-egy karuk akár 20-25 centimétert is elérhet. Legkisebb fajuk, a Valvatida rend Asterinidae osztályába sorolt Parvulastra parvivipara mindössze 5 milliméteres. Felső oldalukat tüskék borítják. A karok alsó oldalán hidrosztatikusan működtetett tapodólábak, csőlábak találhatóak a végükön szívókoronggal, amit az állat helyváltoztatásra, a zsákmány felnyitására és oxigén felvételére használ. Izmos szívó-tapadó lábaikban folyadék van, a változó nyomás hatására megnyúlnak vagy visszahúzódnak.

### Ambulakrális lábacskák
Mint az összes tüskésbőrűre, rájuk is jellemző a vízedényrendszer. Ebbe a rendszerbe az állat vizet szív be, és ambulakláris lábacskáiba préseli a mozgásra. Amikor ismét kiszivattyúzza a vizet, a lábacskák összemennek, és ennek segítségével képes a tengericsillag az aljzaton mozogni. Ezek a lábacskák négy sorban helyezkednek el, külső rétegük mozgékony izomrostokból és szilárd támasztószövetekből épül fel.
Az ambulakrális lábacskák alaphelyzetükben folyadékkal teli hengerek. Ha a folyadék nyomása megváltozik, mozognak vagy megmerevednek.

### Érzékelés
Nincsen fejlett szemük, de rendelkeznek fényérzékelő recehártyákkal, amelyek bár képet képtelenek alkotni, meg tudják állapítani az érkező fény irányát, ezzel segítve az állatnak a tájékozódásban.

## Életmódjuk, élőhelyük
Ragadozók, főként korallokkal, kagylókkal és csigákkal táplálkoznak. A Fromia, Gomophia, Linckia, Nardoa nemzetségbe növény- és törmelékevő fajok is tartoznak.
Az állat gyomrából a karok számával megegyező vakbélszerű képződmény ágazik ki, amelyek csaknem a karok végéig hatolnak. A megemésztett táplálék ezekben az erősen csipkézett szervekben szívódik fel. Néhány kisebb szájnyílású fajnak a szájon át kitűrhető a gyomra. Az emészthetetlen anyagokat ezek a fajok ugyanitt távolítják el, a felső oldal közepén található végbélnyílás sokkal kisebb, elcsökevényesedett vagy akár hiányzik.

## Szaporodásuk
Váltivarúak, de a hím és a nőstény között nincsen szemmel látható különbség. Egyéves korukban válnak ivaréretté, tavasszal szaporodnak. A karokban összesen öt pár ivarmirigy található, ezekben termelődnek a petesejtek, és a hímivarsejtek, amelyeket csírasejtnek nevezünk. Külső megtermékenyítésűek, egy párzás alkalmával a nőstény 2,5 millió petét bocsát ki.
Egyes fajok képesek ivartalanul szaporodni. Egyik karuk leválik, és teljes mértékben regenerálódik, kifejlődik négy újabb kar és a testkorong. Kezdetben még az eredeti kar hosszabb, ezt üstökös csillagnak nevezzük. Egyes fajoknál öncsonkítást tapasztaltak, mások megengedik a ragadozóknak, hogy leszakítsák az egyik karjukat.

## A tengericsillagok és az ember
Néhányan terráriumban tartják a tengericsillagokat, elsősorban a növény- és törmelékevőket, mivel a ragadozók elfogyasztják a dekoratív korallokat. 1,022-1,025% sótartalmú vízben ajánlott őket tartani, ezt a határt inkább meghaladni lehetséges, mint el nem érni. 22-24 °C-os víz javasolt számukra.

## Rendszerezésük
Az osztályt nyolc rendre és egy rendbe nem sorolt, kihalt családra (Palaeasteridae) osztják. A nyolc rend:
- Brisingida
- Forcipulatida
- Notomyotida
- Paxillosida
- Peripoda
- Spinulosida
- Velatida
- Valvatida